# George Worth
George Worth, né le 1er avril 1915 à Budapest en Hongrie et mort le 15 janvier 2006, est un escrimeur américain.

## Carrière
George Worth participe aux Jeux olympiques de 1948 à Londres et remporte la médaille de bronze avec l'équipe américaine masculine de sabre composée de Norman Armitage, Dean Cetrulo, Tibor Nyilas, James Flynn et Miguel de Capriles.